# Kadahalli, Kolar
Kadahalli là một làng thuộc tehsil Kolar, huyện Kolar, bang Karnataka, Ấn Độ.